# 의료 사기
의료 사기(health care fraud)에는 '스네이크 오일'(엉터리 제품, 가짜약) 마케팅, 건강 보험 사기, 약물 사기, 엉터리 치료(quackery) 등이 포함된다. 건강 보험 사기는 회사나 개인이 보험사 또는 메디케어 (미국) 또는 이와 동등한 주 프로그램과 같은 정부 의료 프로그램을 속일 때 발생한다. 이것이 수행되는 방식은 다양하며 사기에 연루된 사람들은 항상 법을 회피하기 위한 새로운 방법을 찾고 있다. 사기로 인한 손해는 허위 청구법을 사용하여 보상받을 수 있으며, 가장 일반적으로 "내부 고발자" 또는 관련자(법률)인 개인에게 보상을 제공하는 규정 조항에 따라 보상받을 수 있다.

## 최근 뉴스 및 통계
FBI는 의료 사기로 인해 미국 납세자들이 연간 800억 달러의 손실을 입는 것으로 추산한다. 이 금액 중 25억 달러는 2010 회계연도 허위 청구법 사건을 통해 회수되었다. 이 사건의 대부분은 퀴탐 조항에 따라 제기되었다.
2010년 회계연도 동안 내부 고발자는 사건을 진행하는 데 참여한 대가로 총 $307,620,401.00를 받았다.